# Werkkabinet I
Het Werkkabinet I of Werkend Kabinet I (Indonesisch: Kabinet Kerja I) was een Indonesisch kabinet in de jaren 1959-1960. President Soekarno had steviger de macht in handen genomen door in dit kabinet ook de rol van minister-president op zich te nemen. Al tijdens de termijn van het voorgaande kabinet-Djoeanda waren verschillende maatregelen doorgevoerd, maar met het decreet van Soekarno van 5 juli 1959 werd een meer autoritair staatsbestel ingevoerd waarbij de Indonesische Grondwet van 1945 werd hersteld, de Konstituante werd opgeheven, en de gekozen Volksvertegenwoordigingsraad (uiteindelijk per maart 1960) weer wijzigde in een benoemd parlement. Dit staatsbestel staat bekend als de geleide democratie. Volgend op het decreet stelde Soekarno zijn eerste 'eigen' kabinet samen, met ook een grotere rol voor het leger, vooral in de persoon van Abdul Harris Nasution. Het Werkkabinet I was het eerste van in totaal zeven kabinetten met Soekarno als minister-president.

## Kabinetsprogramma
Het kabinetsprogramma van het eerste Werkkabinet van Soekarno bestond uit drie punten:
1. Op korte termijn zorgen voor het voldoen aan de eerste levensbehoeften van het volk (kleding en voedsel).
2. Zorg dragen voor de veiligheid van het volk en de staat.
3. Voortzetting van de strijd tegen economisch en politiek imperialisme.

Bij dit derde punt moet specifiek gedacht worden aan de strijd met Nederland om West-Irian te laten aansuliten bij de Republiek Indonesië, en het varen van een onafhankelijke koers, los van de machtsblokken van de Koude Oorlog, zoals besproken tijdens de Bandungconferentie van 1955.
Het Werkkabinet I werd op 18 februari 1960 door Soekarno vervangen door het Werkkabinet II, met enkele nieuwe ministers. De belangrijkste posten bleven echter in handen van dezelfde personen: Soekarno zelf bleef premier, stafchef van het leger Abdul Harris Nasution bleef minister van defensie, Djoeanda Kartawidjaja bleef 'eerste minister' en minister van financiën en Soebandrio bleef minister van buitenlandse zaken.

## Samenstelling
Soekarno gooide de opzet van het kabinet geheel op de schop. Veel ministersposten werden gewijzigd in een onderministerschap: zo waren er in het eerste Werkkabinet geen ministers maar onderministers (menteri muda) van godsdienst, gezondheid, informatie, justitie, landbouw, openbare werken, transport, handel, industrie en onderwijs. Daarentegen waren er nu nieuwe ministersposten voor productie, distributie, volkswelzijn en ontwikkeling. Acht anderen werden aangewezen als minister van staat ex-officio, wat inhield dat zij hun ministerspost kregen vanwege hun bestaande functie (bijvoorbeeld stafchef bij het leger).

### Ministers
| Nr. | Ministerspost                               | Minister | Minister                              | Partij       |
| --- | ------------------------------------------- | -------- | ------------------------------------- | ------------ |
| 1   | Minister-President (tevens president)       |          | Soekarno                              |              |
| 2   | Eerste minister                             |          | Djoeanda Kartawidjaja                 |              |
| 2   | Vice-eerste minister                        |          | Johannes Leimena (vanaf 27 juli 1957) | Parkindo     |
| 3   | Veiligheid en Defensie                      |          | Abdul Harris Nasution                 | IPKI         |
| 4   | Financiën                                   |          | Djoeanda Kartawidjaja                 |              |
| 5   | Productie                                   |          | Suprajogi                             |              |
| 6   | Distributie                                 |          | Johannes Leimena                      | Parkindo     |
| 7   | Ontwikkeling                                |          | Chaerul Saleh                         | Murba        |
| 8   | Volkswelzijn                                |          | Muljadi Djojomartono                  | v/h Masjoemi |
| 9   | Buitenlandse Zaken                          |          | Soebandrio                            |              |
| 10  | Binnenlandse Zaken en Regionale Autonomie   |          | Ipik Gandamana                        | IPKI         |
| 11  | Sociale Zaken en Cultuur (tot 30 juli 1959) |          | Mohammad Yamin                        |              |

### Onderministers
| Nr. | Onderministerspost                            | Onderminister | Onderminister              | Partij       |
| --- | --------------------------------------------- | ------------- | -------------------------- | ------------ |
| 12  | Informatie                                    |               | Maladi                     |              |
| 13  | Defensie                                      |               | Hidajat                    |              |
| 14  | Justitie                                      |               | Sahardjo                   |              |
| 15  | Politie                                       |               | Said Sukanto Tjokroatmodjo |              |
| 16  | Veteranen                                     |               | Sambas Atmadinata          |              |
| 17  | Financiën                                     |               | Notohamiprodjo             |              |
| 18  | Landbouw                                      |               | Abdul Azis Saleh           |              |
| 19  | Openbare Werken en Energie                    |               | Sardjono Dipokusumo        |              |
| 20  | Arbeid                                        |               | Ahem Erningpradja          |              |
| 21  | Zeevaart                                      |               | Abdulmutalib Danuningrat   |              |
| 22  | Grondtransport en Post, Telegraaf en Telefoon |               | Djatikoesoemo              |              |
| 23  | Luchtvaart                                    |               | R. Iskander                |              |
| 24  | Handel                                        |               | Arifin Harahap             |              |
| 25  | Industrie                                     |               | Soeharto Sastrosoeyoso     | PNI          |
| 26  | Landzaken                                     |               | Sadjarwo                   | BTI          |
| 27  | Transmigratie en Dorpsontwikkeling            |               | Achmadi                    |              |
| 28  | Gezondheid                                    |               | Satrio                     |              |
| 29  | Godsdienst                                    |               | Wahib Wahab                | NU           |
| 30  | Onderwijs en Cultuur                          |               | Prijono                    | Murba        |
| 31  | Mobilisatie van Menskracht                    |               | Sudjono                    |              |
| 31  | Mobilisatie van Menskracht                    |               | Soedibjo                   | PSII         |
| 32  | Basisindustrie en Mijnbouw                    |               | Chaerul Saleh              | Murba        |
| 33  | Sociale Zaken                                 |               | Muljadi Djojomartono       | v/h Masjoemi |
| 34  | Verhoudingen met het Parlement                |               | W.J. Rumambi               |              |
| 35  | Verhoudingen met oelama's                     |               | Fattah Jasin               | NU           |

### Ministers van staatex-officio
| Nr. | Ambt                                                                  | Minister                          | Minister                                      | Partij |
| --- | --------------------------------------------------------------------- | --------------------------------- | --------------------------------------------- | ------ |
| 36  | Stafchef van de landmacht                                             |                                   | Abdul Harris Nasution                         | IPKI   |
| 37  | Stafchef van de luchtmacht                                            |                                   | Soerjadi Soerjadarma                          |        |
| 38  | Stafchef van de marine                                                |                                   | Eddy Martadinata                              |        |
| 39  | Stafchef van de politie                                               |                                   | Said Sukanto Tjokroatmodjo                    |        |
| 40  | Procureur-generaal                                                    |                                   | Gatot Taroenamihardja (tot 22 september 1959) |        |
| 40  | Procureur-generaal                                                    | Goenawan (vanaf 31 december 1959) |                                               |        |
| 41  | Vicevoorzitter van het hoge adviesorgaan (vanaf 15 augustus 1959)     |                                   | Roeslan Abdulgani                             | PNI    |
| 42  | Voorzitter van het nationale planningsbureau (vanaf 15 augustus 1959) |                                   | Mohammad Yamin                                |        |
| 43  | Voorzitter van het staatstoezichtorgaan (vanaf 15 augustus 1959)      |                                   | Hamengkoeboewono IX                           |        |